# John J. Kavelaars
John J. Kavelaars, melhor conhecido como JJ Kavelaars é um astrônomo canadense que fez parte de uma equipe que descobriu várias luas de Júpiter, Saturno, Urano e Neptuno. No decurso do seu trabalho, ele foi responsável pela descoberta de cerca de vinte ou mais satélites (luas) de Saturno, Urano e Netuno, e de uma centena de asteroides. 
Dr. Kavelaars é o Coordenador do Canada France Ecliptic Plane Survey (CFEPS) que faz parte do Canada-France-Hawaii Telescope Legacy Survey CFHTLS: Um projeto dedicado à descoberta e rastreamento de objetos no Sistema Solar exterior.
Dr. Kavelaars é o irmão da atriz canadense Ingrid Kavelaars e da atleta de esgrima canadense Monique Kavelaars.

## Ligações Externas
- - Wiki: John J. Kavellars[ligação inativa]